# Alma Wallraff
Alma Laura Wallraff (* 3. August 1984 in Bonn; † 17. November 2024 in Oberstdorf) war eine deutsche Lyrikerin. 

## Leben und Wirken
Alma Wallraff wurde als Tochter von Arnold Wallraff geboren. Sie studierte Philosophie und Vergleichende Literaturwissenschaft. Seit ihrer Kindheit schrieb sie Gedichte. Später beschäftigte sie sich intensiv mit der buddhistischen und christlichen Spiritualität. In den Jahren 2017 und 2018 leitete sie als Assistentin das Sekretariat des Institutes für Weltkirche und Mission, das der Kommission Weltkirche der Deutschen Bischofskonferenz zugeordnet ist.

## Bücher
- Die Wunde rettet das Land. Fischer, Aachen, 2018. ISBN 978-3-8422-4648-5
- Der Mond grüßt die Sonne. Liebesgedichte. Fischer, Aachen, 2019. ISBN 978-3-8422-4600-3
- Von Einer, die auszog, den Drachen zu töten. Erschienen 2023 unter dem Pseudonym Alma Laura Consolata. ISBN 978-3-8422-4890-8

## Website
- Literatur von und über Alma Wallraff im Katalog der Deutschen Nationalbibliothek
- Alma Wallraff in WorldCat
- Alma Wallraff beim Karin Fischer-Verlag

## Nachweise
1. ↑  Traueranzeige Alma Laura Wallraff. In: Augsburger Allgemeine. Abgerufen am 10. Dezember 2024.
2. 1 2  Wallraff, Alma. In: Karin Fischer Verlag. Abgerufen am 10. Dezember 2024.
3. ↑  Alma Wallraff. In: IWM – Institut für Weltkirche und Mission. Abgerufen am 10. Dezember 2024.
4. ↑  Das Institut. In: IWM – Institut für Weltkirche und Mission. Abgerufen am 10. Dezember 2024 (deutsch).

| Personendaten    | Personendaten        |
| ---------------- | -------------------- |
| NAME             | Wallraff, Alma       |
| ALTERNATIVNAMEN  | Wallraff, Alma Laura |
| KURZBESCHREIBUNG | deutsche Lyrikerin   |
| GEBURTSDATUM     | 3. August 1984       |
| GEBURTSORT       | Bonn                 |
| STERBEDATUM      | 17. November 2024    |
| STERBEORT        | Oberstdorf           |